# Praslay
Praslay település Franciaországban, Haute-Marne megyében. Lakosainak száma 82 fő (2022. január 1.). Praslay Auberive, Vals-des-Tilles, Vaillant és Vivey községekkel határos.

## Népesség
A település népességének változása:
| Lakosok száma | 152  | 97   | 63   | 64   | 69   | 71   | 74   | 78   | 80   | 82   |
|               | 1968 | 1982 | 1990 | 2006 | 2013 | 2015 | 2017 | 2019 | 2020 | 2022 |